# Ленард (Мисури)
Ленард (енгл. Leonard) град је у америчкој савезној држави Мисури.

## Демографија
По попису из 2010. године број становника је 61, што је 5 (-7,6%) становника мање него 2000. године.
| Група             | 2000.      | 2010.       |
| Белци             | 64 (97,0%) | 61 (100,0%) |
| Афроамериканци    | 0 (0,0%)   | 0 (0,0%)    |
| Азијати           | 0 (0,0%)   | 0 (0,0%)    |
| Хиспаноамериканци | 1 (1,5%)   | 0 (0,0%)    |
| Укупно            | 66         | 61          |